# هوربانوو
هوربانوو (به مجاری: Ógyalla) یک شهرک با جمعیت ۷٬۷۵۱ نفر که در Komárno District، اسلواکی واقع شده‌است.